# Inhibidor selectivo de la recaptación de noradrenalina
Los inhibidores de la recaptación de noradrenalina (IRNA) son psicofármacos de segunda generación, por lo que son considerados selectivos, con pocos efectos adversos y fáciles de administrar. Este tipo de fármacos son de los más usados actualmente —sobre todo en depresión y combinados con inhibidores selectivos de la recaptación de serotonina (ISRS), para tratamientos ambulatorios— y no tienen riesgo de muerte por sobredosis. Su droga patrón es la reboxetina.
- Datos: Q899668
- Multimedia: Norepinephrine reuptake inhibitors / Q899668